# Liste der Straßennamen von Foz do Arelho
Die Liste der Straßennamen in Foz do Arelho listet Namen von Straßen und Plätzen der Kleinstadt Foz do Arelho im portugiesischen Kreis Caldas da Rainha auf und führt dabei auch die Bedeutungen und Umstände der Namensgebung an. Aktuell gültige Straßenbezeichnungen sind in Normalschrift angegeben, nach Umbenennung oder Überbauung nicht mehr gültige Bezeichnungen in Kursivschrift.

## Straßen in alphabetischer Reihenfolge

### #
- Rua 13 de Maio ⊙

### A
- Rua António Bento ⊙
- Rua António P. Antunes ⊙
- Rua dos Arneiros ⊙
- Rua das Aroeiras ⊙
- Travessa dos Aroeiras ⊙
- Largo do Arraial ⊙
- Rua das Arroteias ⊙
- Rua Artur Filipe ⊙
- Variante Atlântica
- Rua da Azenha ⊙

### B
- Beco Barroca
- Rua do Barrocão
- Rua dos Barros
- Rua da Bela Vista

### C
- Rua dos Camarções
- Rua dos Cantos
- Rua Capitão Lourenço
- Rua Central
- Rua da Charneca
- Rua do Cruzeiro

### D
- Rua D. Carlos I.
- Rua dos Depósitos
- Rua Direita
- Avenida Dr. João Soares

### E
- Rua do Emigrante
- Rua da Encosta da Lagoa
benannt nach dem nördlichen Hang der Lagune von Óbidos
- Rua Eng. Higino Queirós
benannt nach dem Ingenieur Higino Queirós (1900–1960)
- Avenida Eng. Paiva e Sousa
benannt nach dem Agronomen Luís Paiva e Sousa

### F
- Rua dos Fachos
- Rua Fernando Quaresma
- Rua da Fonte
- Rua Francisco Almeida Grandella
benannt nach dem Unternehmer, Kaufmann und Politiker Francisco de Almeida Grandella (1853–1934)
- Rua Frutoso
- Rua Funda

### G
- Rua do Garejáu
- Rua Guilhermina Miguel

### H
- Rua Herculano Filipe
- Rua das Hortas

### I
- Rua da Igreja

### J
- Rua J. Pereira da Silva
- Rua João Emílio da Silva
- Rua Joaquim Alexandre
- Rua Joaquim Frutoso
- Rua Joaquim Soares
- Rua José Lúcio Ribeiro
- Rua José Luis de Barros
- Praceta José Luis de Barros
- Rua José Neves

### M
- Rua Maldonado Freitas
- Rua Manuel F. Pereira
- Avenida do Mar
- Rua dos Martinianos
- Rua do Monte do Facho

### R
- Rua das Nogueiras

### O
- Rua das Oliveiras

### P
- Rua Paulino Luis da Silav
- Rua do Penedo Furado
- Rua dos Pinhais
- Rua Poça dos Ninhos
- Rua Prof.ª Júlia Nogueira
- Rua Prof. Moreira

### S
- Rua da Serração
- Rua Sítio da Váreza

### T
- Rua da Torre

### V
- Rua da Vale da Ponte
- Rua do Vale Moleiro
- Travessa do Vale Moleiro
- Rua dos Varinos
- Rua Visconde de Morães